# Matrimonio morganatico

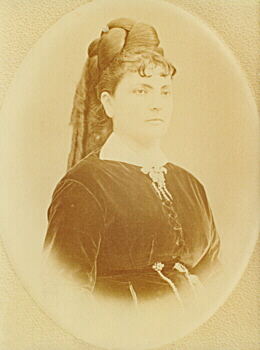
"La bella Rosina", moglie morganatica di re Vittorio Emanuele II

Un matrimonio morganatico è un tipo di matrimonio che può essere contratto in alcune nazioni, solitamente tra persone di diverso rango sociale, che impedisce il passaggio alla moglie o al marito dei titoli e dei privilegi del consorte di rango superiore.

## Caratteristiche
Si tratta spesso di un matrimonio tra un uomo appartenente a una famiglia reale o regnante e una donna di rango inferiore (un casato nobile che non è reale o regnante, o una donna che non appartiene alla nobiltà). Né la sposa né alcuno dei figli nati dal matrimonio può avere alcuna pretesa sui titoli del marito, sui suoi diritti o le sue proprietà. I figli sono considerati legittimi per tutti gli altri aspetti e si applica la proibizione di bigamia.
Il termine matrimonio morganatico, dalla frase latina matrimonium ad morganaticam, fa riferimento al dono dato pubblicamente dallo sposo alla sposa il mattino seguente al matrimonio, come riconoscimento dell'illibatezza della sposa. Il dono del mattino (in latino morganaticum, dal tedesco medievale Morgangeba, oggi Morgengabe) era un tradizionale accordo matrimoniale, presente inizialmente nelle prime culture medioevali tedesche (come i Longobardi) e anche in antiche tribù germaniche. La Chiesa ne spinse l'adozione anche in altre nazioni, allo scopo di migliorare la sicurezza della donna grazie a questo beneficio aggiuntivo.
La sposa riceveva una proprietà predefinita dal clan dello sposo, che aveva lo scopo di assicurarle il sostentamento nella vedovanza, e veniva tenuta separata, tra i possedimenti della moglie. In seguito, questo prese la connotazione di compenso per l'esclusione dei figli dall'asse ereditario. Quindi, quando un matrimonio prevedeva che la sposa e i figli nati dal matrimonio non ricevessero nient'altro (oltre alla rendita) dallo sposo, dalla sua eredità o dalla sua famiglia, questo venne soprannominato "matrimonio con sola rendita e nessun'altra eredità", ovvero matrimonium ad morganaticum.
La pratica del matrimonio morganatico fu più comune nelle parti d'Europa di lingua tedesca, dove l'uguaglianza di nascita tra gli sposi era considerata un principio importante tra le case regnanti e l'alta nobiltà. Il nome tedesco era Ehe zur linken Hand (matrimonio con la mano sinistra) e il marito dava la sua mano sinistra invece della destra durante la cerimonia di nozze. L'equivalente francese era detto matrimonio segreto. 
I matrimoni morganatici non erano e non sono possibili nelle giurisdizioni in cui non sono ammessi accordi pre-matrimoniali che contengano limitazioni preventive all'eredità e ai diritti di proprietà per la moglie e i suoi figli.

## Esempi di matrimoni morganatici

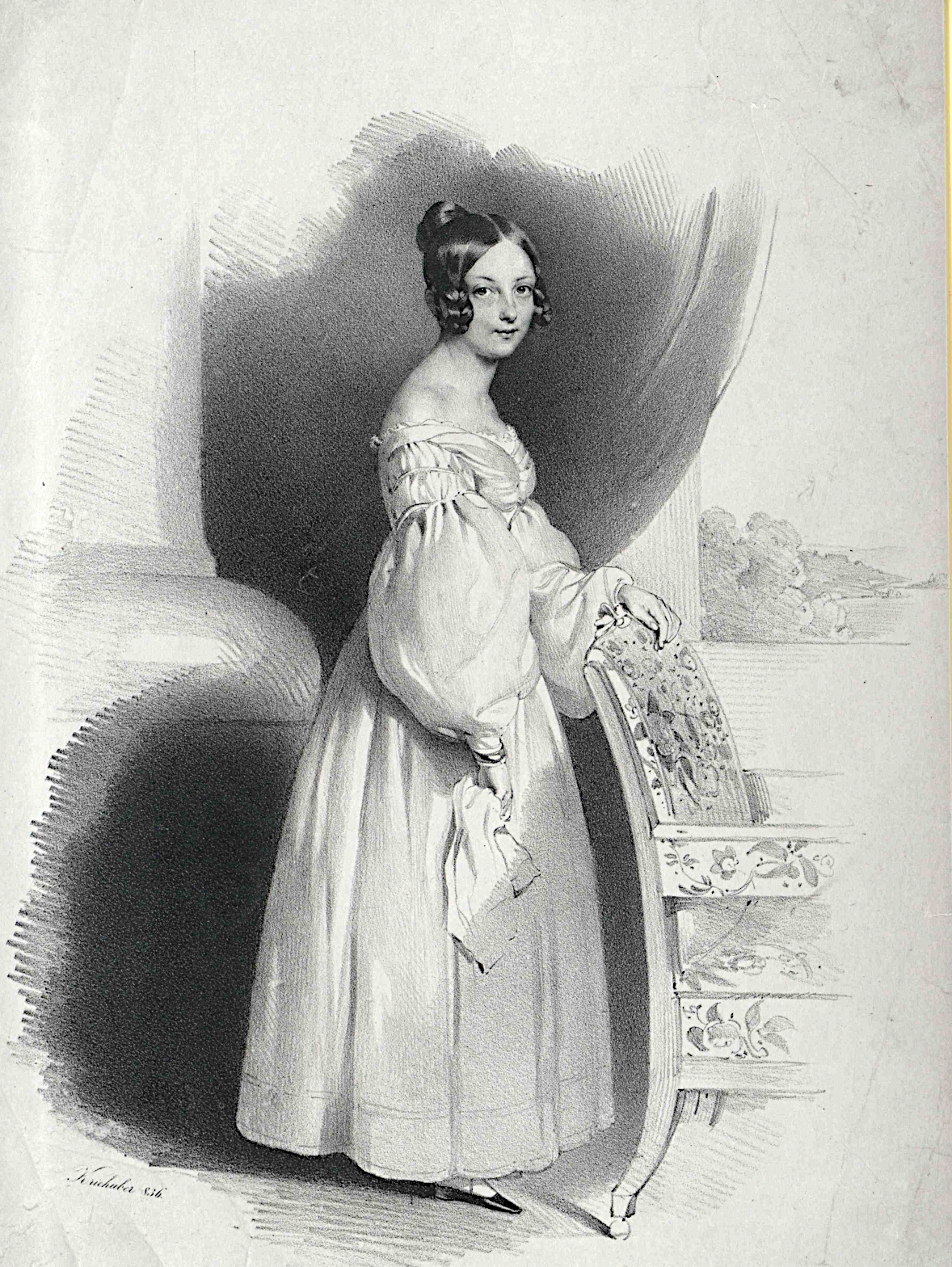
Claudine Rhedey von Kis-Rhede

- Corradino di Svevia, re di Sicilia, si sposò con Matilda di San Lorenzo, nobile siciliana, prima di sposarsi per procura con Sofia di Landsberg. Tuttavia questo matrimonio è incerto a causa dell'omonimia con il fratellastro, figlio illegittimo di Corrado IV.
- Ferdinando I, re delle Due Sicilie, rimasto vedovo di Maria Carolina, sposò morganaticamente Lucia Migliaccio (duchessa di Floridia e San Donato), vedova di Don Benedetto Maria III Grifeo (principe di Partanna e duca di Ciminna), già sua amante.
- Vittorio Emanuele II di Savoia, re d'Italia, sposò morganaticamente Rosa Vercellana (1833 -1885) il 7 novembre 1869, con rito religioso (pare che il rito civile sia stato celebrato poi il 7 novembre 1877). Profondamente legato sentimentalmente con la Bela Rosin, come la chiamava in piemontese dal 1847, quando la conobbe in occasione di manovre militari a San Maurizio Canavese (suo padre era un sottufficiale dell'esercito), era rimasto vedovo della regina Maria Adelaide d'Asburgo-Lorena nel 1855. Vittorio Emanuele II e Rosa Vercellana ebbero due figli, Vittoria (1848 - 1905) e Emanuele Alberto (1851 - 1894); loro residenze erano il castello di Mirafiori, a sud di Torino, e la tenuta della Mandria, grande riserva di caccia presso il castello della Venaria Reale. La Bela Rosin seguì il marito nei suoi viaggi nell'Italia unificata e nelle nuove capitali Firenze e Roma. Fu insignita del titolo di contessa di Mirafiori e Fontanafredda, trasmesso ai figli, esclusi dalla linea ereditaria di Casa Savoia.
- Vittorio Amedeo II, re di Sardegna, dopo la morte di Anna d'Orléans, sposò morganaticamente in seconde nozze Anna Canalis (contessa di Cumiana), vedova di Ignazio Francesco Novarina (conte di San Sebastiano), poi creata marchesa di Spigno. Il matrimonio fu celebrato il 12 agosto 1730 e annunciato pubblicamente il 3 settembre 1730. Da questo matrimonio Vittorio Amedeo II non ebbe figli.
- Lo zar Alessandro II di Russia sposò morganaticamente nel 1880 la principessa Ekaterina Michajlovna Dolgorukova, da lungo tempo sua amante. Lo zar non designò questo matrimonio come dinasticamente pari. I due avevano già dei figli, che ricevettero il titolo di Principe Jur'evskij e Principessa Jur'evskaja. Una delle figlie sposò il Conte di Merenberg ed ebbe la possibilità di diventare la Granduchessa consorte di Lussemburgo, ma la nascita morganatica alla fine impedì la cosa.
- Francesco Ferdinando e la contessa Sophie Chotek von Chotkowa. La sposa venne nominata principessa (e in seguito duchessa) di Hohenberg da Francesco Giuseppe. I figli della coppia presero il nome e il titolo della madre e vennero esclusi dalla successione imperiale.
- Il principe Alessandro d'Assia, noto come figlio del Granduca d'Assia e del Reno, Luigi II d'Assia (anche se presumibilmente era figlio biologico dell'amante della granduchessa), e la contessa Julia von Hauke. La sposa divenne Principessa di Battenberg e dall'unione nacquero un principe sovrano di Bulgaria e le regine consorti di Spagna e Svezia, oltre che (per discendenza femminile) il defunto principe consorte del Regno Unito.
- Il granduca Michele Aleksandrovič di Russia, figlio minore dello zar Alessandro III di Russia, e la nobildonna due volte divorziata Natal'ja Sergeevna Wulfert (nata Šeremetevskaja). Nicola II, fratello maggiore di Michele, nominò la sposa Contessa Brassova. Il figlio di Michele e Natal'ja, Giorgio, prese il nome e il grado della madre e venne escluso dalla successione imperiale (Crawford, 1997).
- Il duca e principe Alessandro di Württemberg e Claudine Rhédey von Kis-Rhéde. La sposa divenne Contessa di Hohenstein; i loro figli ottennero in seguito il titolo di Principe di Teck. Il figlio maggiore, Franz, venne poi creato Duca di Teck. La figlia Maria di Teck sposò Giorgio V del Regno Unito.
- Re Luigi I di Baviera (1786 -1868) e Lola Montez (Marie Dolores Eliza Rosanna Gilbert, 1818? - 1861), che divenne Contessa di Lansfeld.[2]
- Ludovico Guglielmo, Duca in Baviera e l'attrice Henriette Mendel. La sposa divenne Freifrau von Wallersee e la loro figlia, Maria Luisa Larisch-Wallersee, fu una confidente dell'imperatrice Elisabetta ("Sissi") d'Austria.
- Luigi XIV di Francia sposò Madame de Maintenon (figlia di Constant d'Aubigné, signore di Landes-Guinemer, barone di Surimeau, gentiluomo della Camera del Re, governatore di Maillezais e viceré di Marie-Galante), che fu poi insignita del titolo di marchesa di Maintenon, "in segreto".
- Lo zarevič Konstantin Pavlovič Romanov, Governatore di Polonia, rinunciò alla successione (anche se mantenne i titoli, il posto secondo la precedenza dell'etichetta e la posizione di Viceré di Polonia) per aver sposato una contessa polacca, Joanna Grudzińska, che fu poi insignita del titolo di principessa di Lowicz, alla quale non vennero concessi i titoli del marito.
- L'arciduca Ferdinando II d'Austria, regnante del Tirolo, sposò in prime nozze Philippine Welser, una ragazza borghese, anche se molto benestante. I loro figli ottennero un titolo separato e la prole nata dal secondo matrimonio di Ferdinando (con una sua pari) ebbe la preferenza nella successione.
- In età avanzata, il vedovo re consorte Ferdinando II di Portogallo sposò la cantante d'opera Elisa Hendler, che divenne contessa di Edla.
- Carlo Federico, futuro primo Granduca di Baden e Principe Elettore del Sacro Romano Impero, dopo la morte della sua prima consorte, Carolina Luisa di Hesse-llmkjj, sposò nel 1787 una giovane dama di compagnia, Louise Caroline Geyer von Geyersberg, che fu poi insignita del titolo di baronessa di Hochberg, poi innalzata al titolo di contessa di Hochberg, usando la formula morganatica.
- Maria Luisa d'Asburgo-Lorena (Vienna, 12 dicembre 1791 - Parma, 17 dicembre 1847), vedova di Napoleone Bonaparte e duchessa di Parma, Piacenza e Guastalla, sposò con nozze morganatiche segrete il conte Adam Albert von Neipperg (conte di Neipperg) nel 1821 e, dopo la morte di quest'ultimo, il conte Charles-René de Bombelles nel 1834.